# Акинфов, Калистрат Петрович
Калистрат Петрович Акинфов — дьяк и воевода во времена правления Михаила Фёдоровича и Алексея Михайловича.
Сын Петра Григорьевича по прозванию Чудин. Имел братьев: Ивана и объезжего голову и воеводу Григория Петровичей.

## Биография
По "крымским вестям" приписан к гарнизону Петровских ворот в Москве (21 июня 1633). Послан в Крым с Тимофеем Анисимовым отвезти крымскому хану и привести шерстную грамоту, за что пожалован серебряной чаркой, куфтерей, камкой, сукном и сорок соболей ценою 20 рублей (25 марта 1634). Пожалован из подьячих в дьяки и определён в Челобитный приказ (01 июля 1634-1637). Участвовал в приёмах польских послов (15 и 24 февраля 1635; 03 марта 1636). При князе Черкасском в Валуйках при обмене пленными на крымцев (05 мая 1636 и 1637). Назначен в Казачий приказ (1638). Переведён в Челобитный приказ (1639). Дневали ночевал при гробе царевича Ивана Михайловича (07 февраля 1639), то же при гробе царевича Василия Михайловича (28 апреля 1639). Был при окольничем приставом (22 октября 1640). Воевода в Короче (1640-1641). Приглашён к столу Государя (17 марта 1641). Послан дьяком при воеводе в Казань (июль 1641-1642). При окольничем князе Прозоровском послан в Валуйки для размена пленными с крымцами (04 октября 1641), после чего вернулся в Казань. Приказано прибыть в Москву и быть в Судно-Владимирском приказе (1642). Встречал за Москвой прибывшего от датского королевича посла (26 декабря 1644). При князе Хилкове для встречи в сенях на приёме у Государя датских послов (30 ноября 1645). Определён в Челобитный приказ (декабрь 1645), в том же месяце провожал в Валуйки турецкого посла. При князе Трубецком в Туле с полком (04 июля 1646), для приведения к присяге царю Алексею Михайловичу. При Шереметьеве и князе Козловском для встречи датского королевича Вольдемара (03 августа 1646). Воевода в Астрахани (1646-1649).